# Manfred Krupp

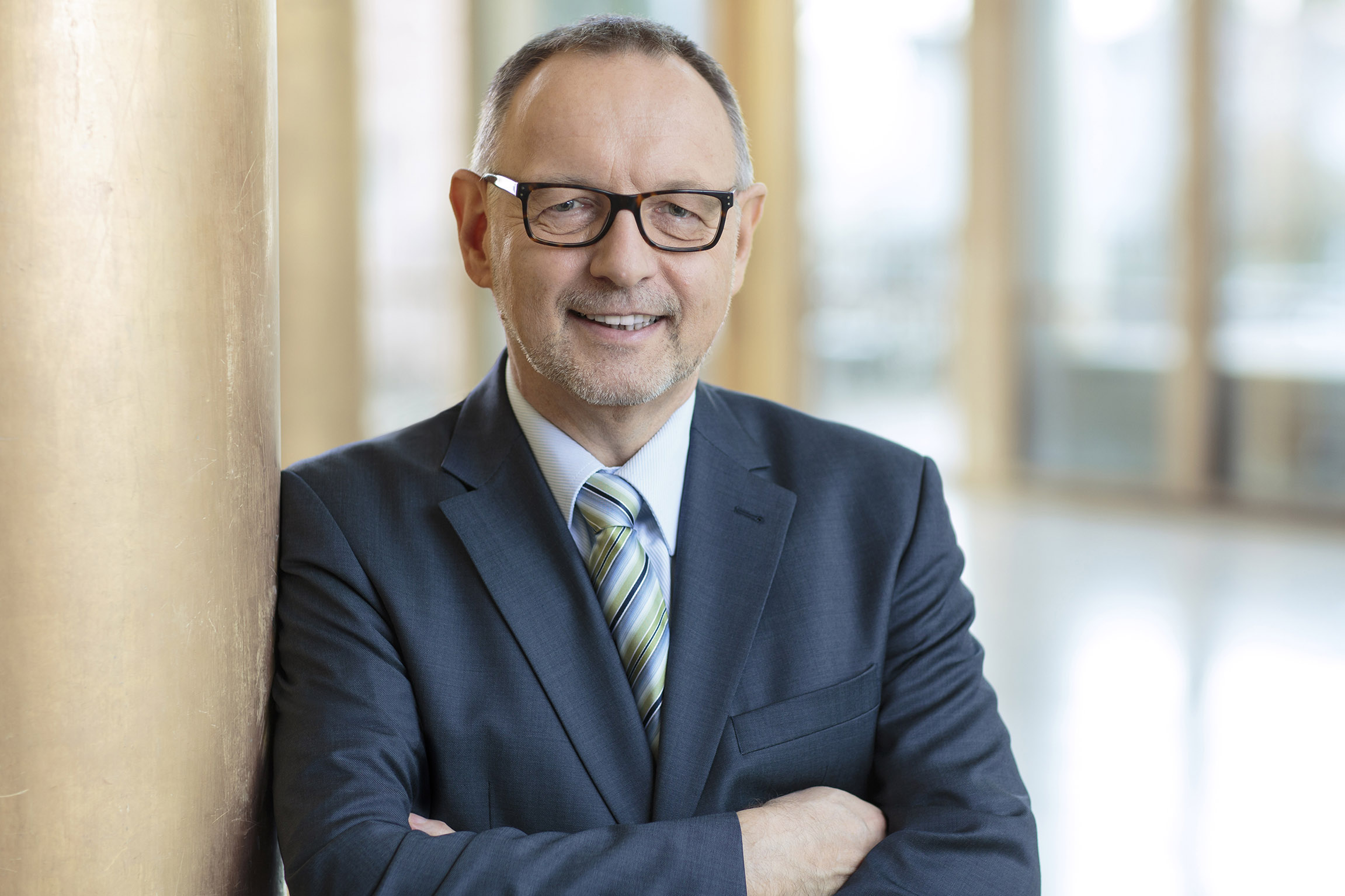
Manfred Krupp (2016)

Manfred Krupp (* 25. Februar 1956 in Troisdorf) ist ein deutscher Journalist. Er war vom 1. März 2016 bis 28. Februar 2022 Intendant des Hessischen Rundfunks (hr). Sein Nachfolger ist Florian Hager.

## Leben und Beruf
Krupp, dessen Eltern Elektroingenieur und Apothekerin waren, wuchs mit drei Geschwistern in Neuwied auf. Als 14-Jähriger schrieb er einen ersten Artikel für die Lokalzeitung. Nach seinem Abitur 1974 verpflichtete er sich bei der Bundeswehr und wurde bei der Pressestelle des III. Korps in Koblenz eingesetzt. Danach studierte er von 1976 bis 1983 in Marburg und Gießen Politik, Soziologie und öffentliches Recht.
Der Zeit als Studiengangplaner an der Gesamthochschule Kassel zwischen 1983 und 1984 folgte ein Volontariat beim Hessischen Rundfunk, wo er 1986 Redakteur wurde. Danach war er landespolitischer Korrespondent sowie Leiter des Studios Wiesbaden. 1995 wurde er als Nachfolger von Uwe Günzler Chef der hessenschau, deren Chefredakteur er als Nachfolger von Luc Jochimsen am 1. April 2001 wurde, sowie Abteilungsleiter „Hesseninformation“. Nach Angaben der FAZ konnte er damals „für sich in Anspruch nehmen, daß sich wenig hausinterner Widerstand gegen seine Berufung regte. Seither ist er zuständig für Aktuelles, Regionales, Sport und Wirtschaft, auch Zulieferung für die Tagesthemen; für Kultur, Fernsehspiel und Unterhaltung sind beim Sender andere verantwortlich.“ Einem breiteren Publikum wurde er als politischer Kommentator in den Tagesthemen sowie als landespolitischer Korrespondent aus Wiesbaden und früherer Moderator der hessenschau bekannt. 2001 wurde Krupp Chefredakteur Fernsehen sowie 2005 Fernsehdirektor des hr-fernsehen, seit 2011 war Krupp Stellvertreter des Intendanten des Hessischen Rundfunks.
Eine Findungskommission unter Leitung des Rundfunkratsvorsitzenden Jörn Dulige votierte Ende 2015 einstimmig dafür, Krupp als Nachfolger Helmut Reitzes zum Intendanten vorzuschlagen. Er setzte sich somit gegen Jan Metzger durch, der auf seine Bewerbung daraufhin verzichtete. Am 5. Februar 2016 wurde er vom Rundfunkrat zum neuen Intendanten gewählt. Seine Amtszeit legte der Rundfunkrat auf sechs Jahre fest. Er trat sein Amt am 1. März 2016 an.
Im Mai 2016 wurde Krupp in den Vorstand der Arbeitsgemeinschaft Fernsehforschung gewählt.
2017 initiierte Krupp den Aufbau eines Programmbereichs „Hesseninformation“, der mit einem variablen Team von Mitarbeitern aus den Redaktionen Fernsehen, Hörfunk, Online und Social Media regionale Nachrichten aus Hessen schnell crossmedial aufbereiten und nutzbar machen soll.
Seit 2018 wird unter der Leitung von Krupp über eine umfassende Strukturreform und digitale Neuausrichtung des Hessischen Rundfunks beraten. Dabei sollen Ressourcen vom linearen Programm in Online-Formate und crossmediale Angebote umgeschichtet werden, nicht zuletzt um jüngere Zielgruppen zu erreichen. In diesem Zusammenhang wurde eine kontroverse öffentliche Debatte über die beabsichtigte Programmreform 2019/2020 von Hr2-kultur geführt.
Im August 2018 wurde Krupp von der Hessischen Landesregierung in den Rat für Digitalethik berufen.
Im Oktober 2021 sprach sich Krupp mit dem Argument der Markenbindung der Nutzer gegen eine Verschmelzung der Mediatheken von ARD und ZDF aus und plädierte für die Zulassung von Werbung auf den digitalen Plattformen des öffentlich-rechtlichen Rundfunks.